# Локалита Вила (Пескара)
Локалита Вила (итал. Località Villa) је насеље у Италији у округу Пескара, региону Абруцо.
Према процени из 2011. у насељу је живело 64 становника. Насеље се налази на надморској висини од 339 м.